# Chthonius decoui
Espèce
Chthonius decoui est une espèce de pseudoscorpions de la famille des Chthoniidae.

## Distribution
Cette espèce est endémique de Roumanie. Elle se rencontre dans la grotte Peștera Movile à Mangalia

## Étymologie
Cette espèce est nommée en l'honneur de Vasile Decou.

## Publication originale
- Georgescu & Căpuse, 1994 : Sur les pseudoscorpions de la région de la grotte de Movile (Mangalia, Dobrogea du sud Roumanie). Travaux de l'Institute de Spéologie Émile Racovitza, vol. 33, p. 63-78.